# Dorfchemnitz
Dorfchemnitz  (bis Ende 2003 amtlich: Dorfchemnitz b. Sayda) ist eine Gemeinde im sächsischen Landkreis Mittelsachsen. Sie ist Teil der Verwaltungsgemeinschaft Sayda/Dorfchemnitz.

## Geographie
Das Waldhufendorf Dorfchemnitz befindet sich im Osterzgebirge. Es liegt zwei Kilometer westlich der Freiberger Mulde am Chemnitzbach, 18 Kilometer südlich von Freiberg, 8 km südwestlich von Frauenstein, 6 Kilometer nördlich von Sayda und 14 Kilometer nordöstlich von Olbernhau. Es ist durch Staatsstraßen erschlossen, liegt eingebettet von Wiesen und Wäldern auf den umliegenden Höhenzügen. Höchste Erhebung in unmittelbarer Umgebung ist die Saydaer Höhe mit 729 m über NN.
Neben dem Ort Dorfchemnitz, der sich aus einem Nieder- und einem Oberdorf zusammensetzt, gehören Voigtsdorf, Wolfsgrund und Neudörfel zur Gemeinde. Umgebende Gemeinden sind im Norden Mulda/Sa., im Osten Frauenstein, im Südosten Rechenberg-Bienenmühle und im Süden Sayda.

## Geschichte

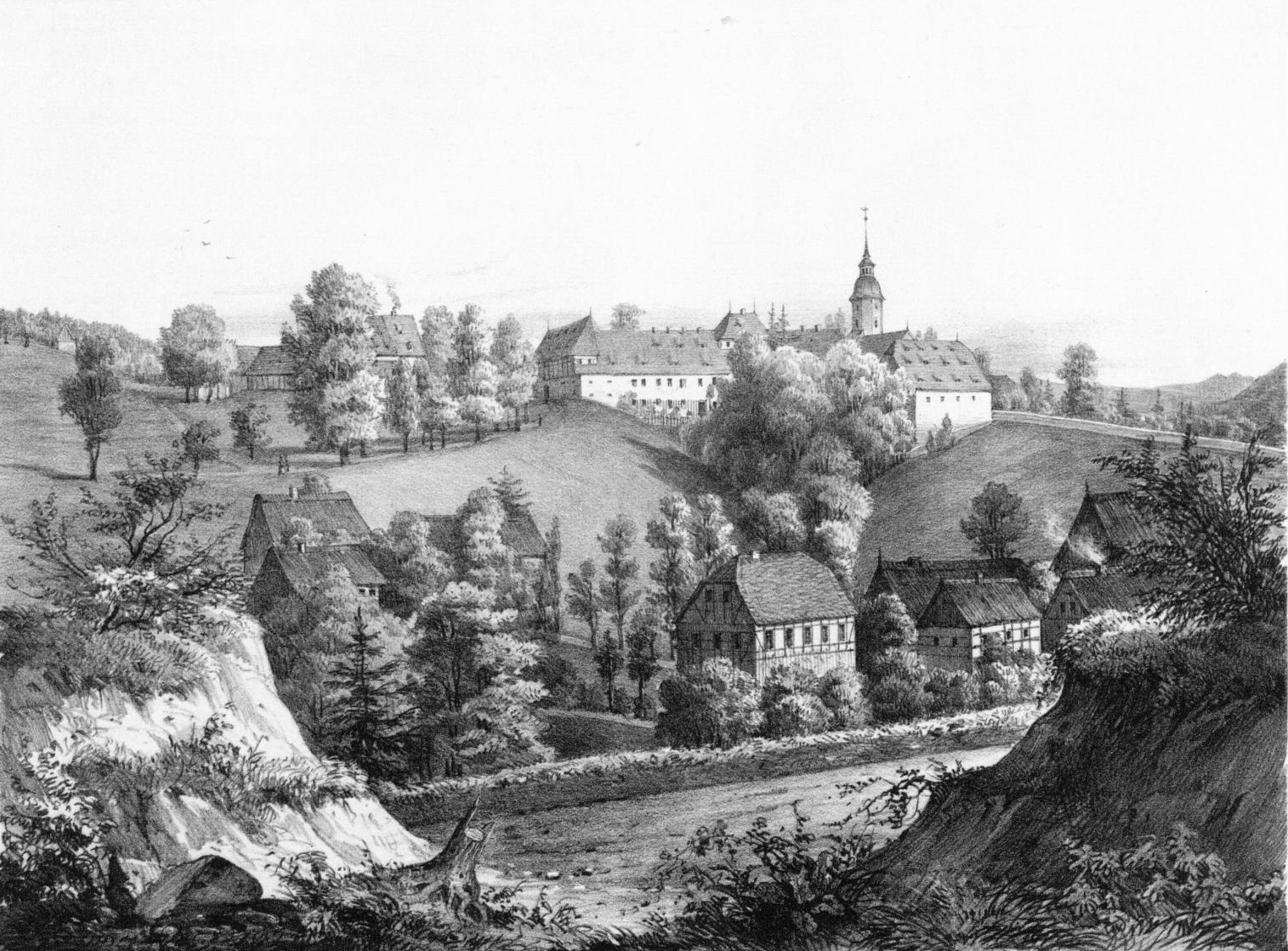
Rittergut Dorfchemnitz (um 1860)

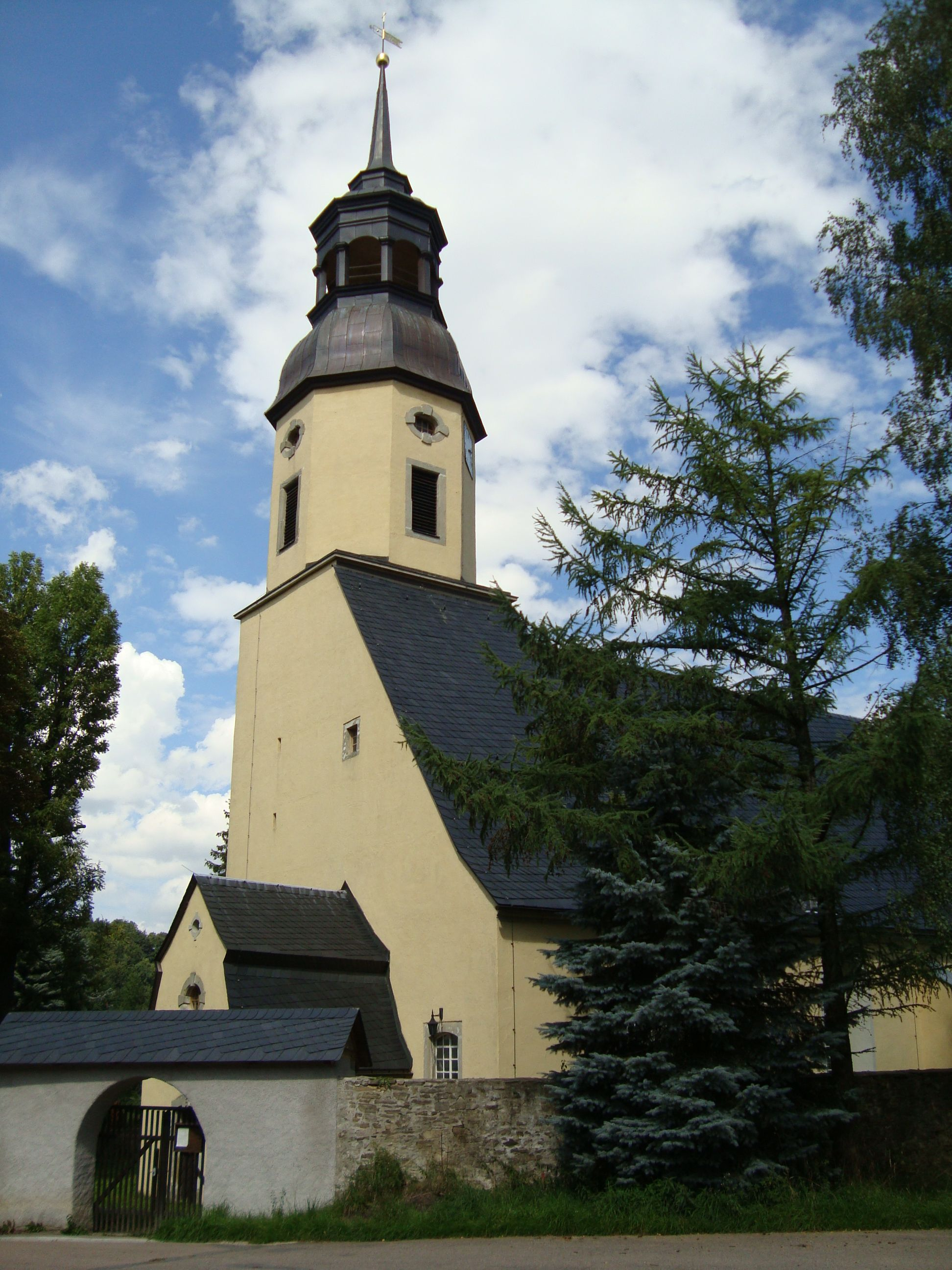
Kirche Dorfchemnitz

Der Ort wurde erstmals im Jahr 1324 als Kemnitz erwähnt. Das Dorf war der Pflege Frauenstein unterstellt, gehörte aber ab dem 16. Jahrhundert zum Kreisamt Freiberg. Ende des 15. Jahrhunderts setzte sich der Namenszusatz „Dorf“ für den Ort durch. Im Jahre 1479 wurde Dorfchemnitz Dorf Kempniz genannt. In Dorfchemnitz war ein Rittergut ansässig, das die Grundherrschaft über das Dorf ausübte. Die Dorfkirche war zum Archidiakonat Chemnitz gehörig, heute sind in diese Kirche neben Dorfchemnitz auch Voigtsdorf und Wolfsgrund eingepfarrt.
August Schumann nennt 1820 im Staats-, Post- und Zeitungslexikon von Sachsen Dorfchemnitz betreffend u. a.:

„Niederdorfchemnitz, und Ober-Dorfchemnitz, zusammen Dorfchemnitz, waren ehehin die Namen der beiden Rittergüter im Orte Dorfchemnitz, davon Niederdorfchemnitz schriftsässig, Oberdorfchemnitz nur amtssässig war; […] obwohl der ansehnliche Ort Dorfchemnitz seiner Länge wegen, gleich vielen Gebirgsdörfern, im gemeinen Gespräch ins Ober- und Niederdorf getheilt wird, so hat er doch immer nur Eine Dorfgemeinde gebildet. Ueberdem sind die beiden genannten Rittergüter schon längst in eines vereinigt, welches schlechthin Dorfchemnitz heißt, […] seit dem J. 1365 gehörte es den von Hartitzsch, denn in diesem Jahre wurde dem Nicol von Hartitzsch, nebst seinem Sohne und andern seiner Erben, die Lehn darüber, wie sie Peter von Erdmannsdorf zuvor besessen, vom Burggrafen vom Meissen zur rechten Mannlehen gereicht.
Sämmtliche Feldgüter betragen 37½ Hufen, deren jede man auf 43 bis 48 Acker Feld, einige Acker Wiesen, einen starken Grasgarten am Dorfe, und häufig auf 1 – 2 Acker Holz schätzen kann. Unter den Bauerngütern ist jedoch das stärkste […] nur ein Siebenviertelhufengut; dagegen giebt es sehr viel Viertel- und sogar Achtelhüfner. Von den Hufen gehören 5 zum Rittergut […], 3¼ zum Erbgerichte und 1 zur Pfarrei.
Im Oberdorfe sind zu nennen: […] die Obermühle mit 2 Gängen und ¼ Hufe Feld; die obere Oelmühle, […] Im Niederdorfe […] trifft man die Kirche, Pfarre, Schule, das Rittergut […] und die Niedermühle mit 2 Mahlgängen. […] Die Schule steht im Thale, und ist für die Zahl der schulfähigen Kinder (180–190) zu klein.“

Die Erwerbszweige betreffend führt Schumann an:

„Die Erwerbszweige der Einwohner sind, nächst Ackerbau und Viehzucht, auch vielen Handwerkern, besonders das Spinnen des Flachses, der Flachs-, Garn- und Leinwandhandel, der Butterhandel nach Dresden u. s. w.
Die Leinweberei ist nicht unbeträchtlich, da sie 4 – 5 Leinwandhändler beschäftigt, zeigt sich jedoch nur in Mittel- und geringer Waare. […] Die meiste Leinwand wir in Leipzig und Dresden abgesetzt; das Garn und den Flachs aber holen theils Oberlausitzer, Theils Böhmische Aufkäufer hier ab. […] Der Butterhandel beschäftigt 4 Familien, woraus man auf eine starke Viehzucht schließen kann; überhaupt sind gegen 400 Kühe im Dorfe, und der sämtliche Rindviehstand geht über 600 hinauf. […] Mit Korn besät man kaum […] seit kurzem macht sich der Anbau des Winterkorns von Jahr zu Jahr beliebter; […] Der Erdäpfelbau, welcher treffliche Früchte liefert, ist sehr stark; […] Am wichtigsten bleibt aber doch der Flachsbau, […] Von den 4 Flachs-Brechhäusern gehört 1 zum Rittergute und 1 zum Erbgerichte“

Am 1. Juli 1897 erhielt Dorfchemnitz Eisenbahnanschluss an der Schmalspurbahn Mulda–Sayda. Am 18. Juli 1966 wurde der Betrieb eingestellt, die Strecke später rückgebaut. Um das Dorf erstreckte sich im Jahr 1900 eine 1437 Hektar große Waldhufenflur, die vorwiegend landwirtschaftlich genutzt wurde. Von den 1305 im Jahr 1925 in Dorfchemnitz lebenden Menschen waren 1297 evangelisch-lutherisch, vier katholisch und vier weitere konfessionslos.
Nach dem Ende des Zweiten Weltkrieges wurde der Ort Teil der Sowjetischen Besatzungszone und später der DDR. Am 1. Juli 1950 kam es zur Eingemeindung des Ortes Wolfsgrund nach Dorfchemnitz. Im Rahmen der Gebietsreform 1952 wurde Dorfchemnitz dem Kreis Brand-Erbisdorf zugeordnet. Vorher war die Gemeinde Teil des Landkreises Freiberg. Nach Wende und Wiedervereinigung wurde Dorfchemnitz Teil des neugegründeten Freistaates Sachsen. Am 1. Januar 1994 wurde Voigtsdorf nach Dorfchemnitz eingemeindet. In der Kreisreform 1994 wechselte die Gemeinde vom Kreis Brand-Erbisdorf in den neuen Landkreis Freiberg. Dieser bestand bis zum 1. August 2008, als er im neuen Landkreis Mittelsachsen aufging.
Am 1. Oktober 1999 trat die Verwaltungsgemeinschaft zwischen Dorfchemnitz und der Stadt Sayda in Kraft. Dorfchemnitz zahlt eine Umlage an die Stadt, diese übernimmt dafür einen Großteil der Verwaltungsaufgaben für die Gemeinde. Bis zum 31. Dezember 2003 lautete der amtliche Name der Gemeinde Dorfchemnitz b. Sayda.
Bei der Bundestagswahl 2017, 2021 und 2025 erzielte die Alternative für Deutschland (AfD) mit 47,4, 47,9 beziehungsweise 57,2 Prozent der Zweitstimmen jeweils ein Rekordergebnis, in keiner Gemeinde Deutschlands bekam sie prozentual mehr Stimmen.

### Einwohnerentwicklung
Im Jahr 1551 wohnten 42 besessene Mann, 7 Gärtner, 20 Häusler und 64 Inwohner in Dorfchemnitz, 1764 waren 42 besessene Mann, 17 Gärtner, 79 Häusler und 28 Hufner im Dorf ansässig.
| Jahr | Einwohner |
| ---- | --------- |
| 1834 | 1244      |
| 1871 | 1387      |
| 1890 | 1240      |
| 1910 | 1323      |
| 1925 | 1305      |
| 1939 | 1332      |
| 1946 | 1663      |
| 1950 | 1732      |

| Jahr | Einwohner |
| ---- | --------- |
| 1964 | 1482      |
| 1982 | 2108      |
| 1983 | 2114      |
| 1984 | 2104      |
| 1985 | 2093      |
| 1986 | 2063      |
| 1987 | 2059      |
| 1988 | 2041      |

| Jahr | Einwohner |
| ---- | --------- |
| 1989 | 1999      |
| 1990 | 1955      |
| 1991 | 1927      |
| 1992 | 1952      |
| 1993 | 1960      |
| 1994 | 1967      |
| 1995 | 1955      |
| 1996 | 1936      |

| Jahr | Einwohner |
| ---- | --------- |
| 1997 | 1927      |
| 1998 | 1911      |
| 1999 | 1892      |
| 2000 | 1915      |
| 2001 | 1903      |
| 2002 | 1873      |
| 2003 | 1838      |
| 2004 | 1815      |

| Jahr | Einwohner |
| ---- | --------- |
| 2005 | 1800      |
| 2006 | 1785      |
| 2007 | 1761      |
| 2008 | 1729      |
| 2009 | 1707      |
| 2010 | 1687      |
| 2011 | 1647      |
| 2012 | 1620      |

| Jahr | Einwohner |
| ---- | --------- |
| 2013 | 1603      |
| 2014 | 1586      |
| 2015 | 1565      |

## Politik

### Gemeinderat
Seit der Gemeinderatswahl am 9. Juni 2024 verteilen sich die 12 Sitze des Gemeinderates wie nebenstehend dargestellt auf die einzelnen Gruppierungen. Ergebnisse früherer Wahlen sind tabellarisch dargestellt.
| Insgesamt 12 Sitze - FWV: 5 - CDU: 4 - AfD: 3 | Liste                   | 2024   | 2024   | 2019   | 2019   | 2014   | 2014   |
| Insgesamt 12 Sitze - FWV: 5 - CDU: 4 - AfD: 3 | Liste                   | Sitze  | in %   | Sitze  | in %   | Sitze  | in %   |
| Insgesamt 12 Sitze - FWV: 5 - CDU: 4 - AfD: 3 | Freie Wählervereinigung | 5      | 40,3   | 7      | 60,3   | 5      | 46,7   |
| Insgesamt 12 Sitze - FWV: 5 - CDU: 4 - AfD: 3 | CDU                     | 4      | 32,8   | 5      | 39,7   | 7      | 53,3   |
| Insgesamt 12 Sitze - FWV: 5 - CDU: 4 - AfD: 3 | AfD                     | 3      | 26,9   | –      | –      | –      | –      |
| Insgesamt 12 Sitze - FWV: 5 - CDU: 4 - AfD: 3 | Wahlbeteiligung         | 79,7 % | 79,7 % | 68,9 % | 68,9 % | 62,1 % | 62,1 % |

Ehrenamtlicher Bürgermeister von Dorfchemnitz ist Thomas Schurig.
Für das Gemeindegebiet wurden mit Beschluss vom 22. Dezember 1999 die Flurbereinigungsverfahren Dorfchemnitz (Verfahrensgebiet: Gemarkung Dorfchemnitz einschließlich Wolfsgrund sowie Teile der Gemarkung Mulda/Sa.) und Voigtsdorf (Verfahrensgebiet: Gemarkung Voigtsdorf sowie Teile der Gemarkungen Dörnthal und Sayda) angeordnet.

### Bürgermeister
Bürgermeister ist seit 2015 Thomas Schurig.
| Wahl | Bürgermeister    | Vorschlag | Wahlergebnis (in %) |
| ---- | ---------------- | --------- | ------------------- |
| 2022 | Thomas Schurig   | Schurig   | 97,2                |
| 2015 | Thomas Schurig   | FWV       | 63,9                |
| 2008 | Heidelind Strauß | CDU       | 54,1                |
| 2001 | Falk Erler       | FWV       | 60,4                |

### Weitere Wahlergebnisse
Die Gemeinde erlangte überregionale Aufmerksamkeit, weil bei mittlerweile mehreren bundes- bzw. sachsenweiten Wahlen fast die Hälfte der Wähler die AfD wählte. Bei der Wahl zum EU-Parlament 2024 erhielt die Partei sogar fast 55 % der Stimmen. 
| Partei (Zweitstimmenergebnis) | Partei (Zweitstimmenergebnis) | AfD    | CDU    | BSW   | FW    | Grüne | FDP    | Linke  | SPD    | sonstige                  |
| Wahl                          | Wahlbeteiligung               | AfD    | CDU    | BSW   | FW    | Grüne | FDP    | Linke  | SPD    | sonstige                  |
| ----------------------------- | ----------------------------- | ------ | ------ | ----- | ----- | ----- | ------ | ------ | ------ | ------------------------- |
| 2024 – Landtagswahl           | 64,8 %                        | 52,5 % | 28,2 % | 6,5 % | 5,0 % | 1,3 % | 0,5 %  | 0,4 %  | 1,7 %  | 3,9 %                     |
| 2024 – Europawahl             | 64,9 %                        | 54,5 % | 21,9 % | 6,8 % | 4,3 % | 2,3 % | 1,5 %  | 1,5 %  | 1,0 %  | 13 %                      |
| 2021 – Bundestagswahl         | 63,9 %                        | 47,9 % | 18,4 % | –     | 2,6 % | 1,6 % | 10,4 % | 1,9 %  | 11,3 % | 5,9 %                     |
| 2019 – Landtagswahl           | 64,6 %                        | 45,4 % | 34,2 % | –     | 3,8 % | 2,8 % | 3,5 %  | 2,8 %  | 3,3 %  | 4,1 %                     |
| 2019 – Europawahl             | 60,9 %                        | 43,5 % | 26,0 % | –     | 3,7 % | 3,6 % | 5,9 %  | 3,7 %  | 5,7 %  | 7,9 %                     |
| 2017 – Bundestagswahl         | 68,6 %                        | 47,4 % | 28,1 % | –     | 1,3 % | 2,1 % | 5,9 %  | 5,1 %  | 6,1 %  | 4,0 %                     |
| 2014 – Landtagswahl           | 50,3 %                        | 12,8 % | 55,0 % | –     | 0,9 % | 3,1 % | 5,3 %  | 7,5 %  | 7,6 %  | 8,7 % (davon: 6,3 % NPD)  |
| 2014 – Europawahl             | 56,4 %                        | 11,5 % | 51,9 % | –     | 2,1 % | 2,4 % | 4,7 %  | 5,6 %  | 9,3 %  | 12,6 % (davon: 5,7 % NPD) |
| 2013 – Bundestagswahl         | 64,0 %                        | 7,2 %  | 59,2 % | –     | 1,4 % | 2,0 % | 4,1 %  | 10,0 % | 8,9 %  | 9,2 % (davon: 5,1 % NPD)  |

## Kultur und Sehenswürdigkeiten
- siehe auch: Liste der Kulturdenkmale in Dorfchemnitz

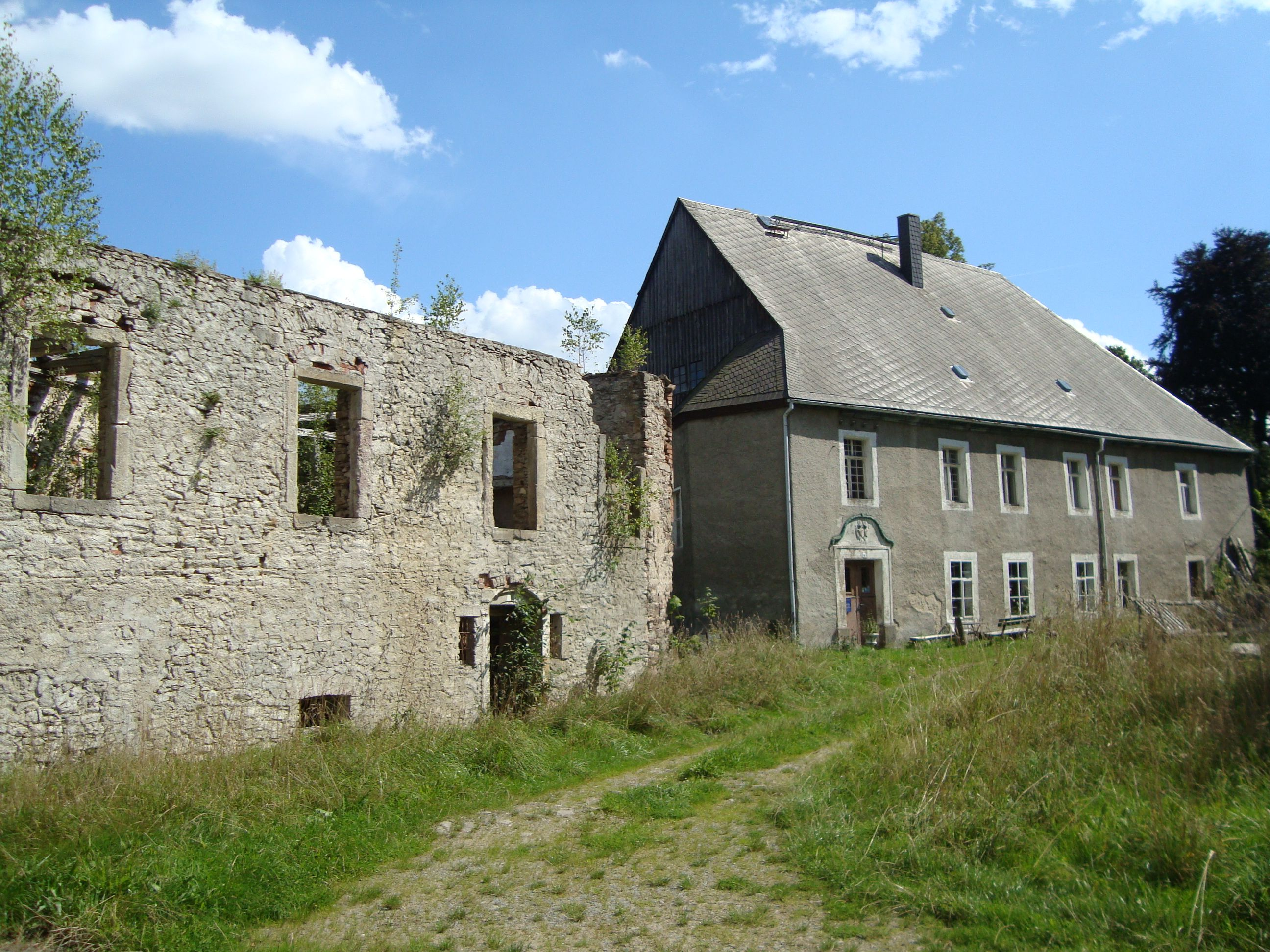
Ehemaliges Rittergut (2010)

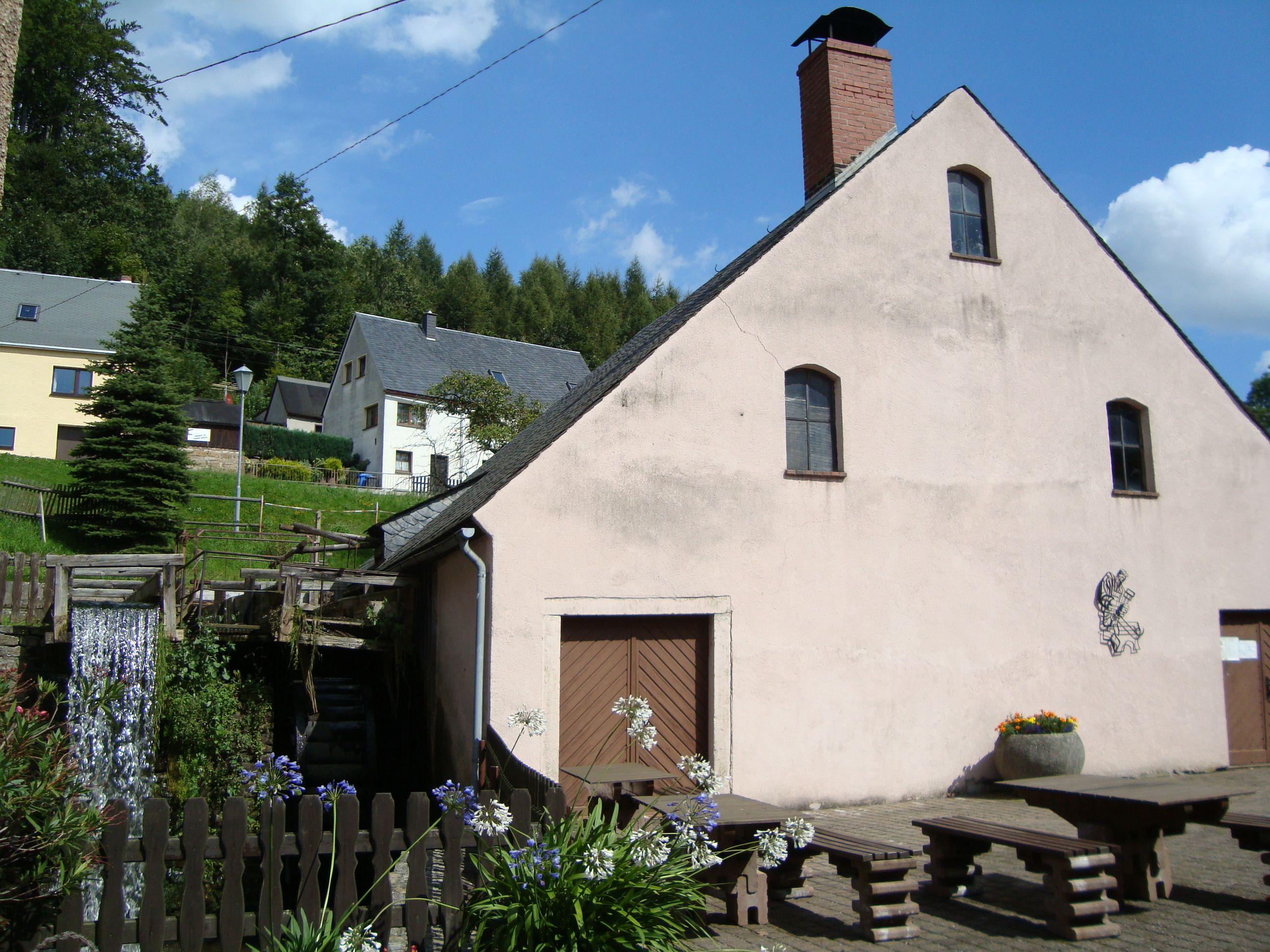
Eisenhammer Dorfchemnitz

Neben der Dorfchemnitzer Kirche sind weitere Bauwerke im Ort sehenswert.
Eine Grabstätte mit Gedenktafel auf dem Friedhof des Ortsteiles Voigtsdorf erinnert an einen namentlich bekannten jugoslawischen Kriegsgefangenen, der nach versuchter Flucht von der Landwacht erschossen wurde. Der Dorfchemnitzer Eisenhammer ist ein historisches Denkmal. Im Forst um Dorfchemnitz steht die Walderlebnishütte Blockhausen des Sauensägers Andreas Martin.
Insbesondere im Badminton brachte Dorfchemnitz bekannte Größen bis hin zu DDR-Meisterschaften. Verbreitet sind in der Gemeinde auch Fußball sowie der Wintersport.

## Öffentliche Einrichtungen
In Dorfchemnitz gibt es einen großen Spielplatz sowie einen Fußballplatz. Im Ort und in der Umgebung stehen Radwege zur Verfügung.
Grundschüler aus Dorfchemnitz besuchen die Grundschulen in Sayda und Mulda. Weiterführende Schulen finden sich in Sayda (Oberschule), in Brand-Erbisdorf (Gymnasium) sowie in Olbernhau (Gymnasium).

## Persönlichkeiten
- Johann Gottfried am Ende (1752–1821), evangelischer Theologe
- Hans Adolph von Hartitzsch (1778–1857), Rittmeister, Rittergutsbesitzer auf Dorfchemnitz und Voigtsdorf, Politiker
- Frieder Lippmann (1936–2023), Politiker (SPD) und thüringischer Landtagsabgeordneter
- Michael Grätzel (* 1944), Erfinder der Grätzel-Zelle (Photovoltaik), Schweizer Chemiker deutscher Abstammung
- Peter Oleikiewitz (* 1946), Politiker (SPD)
- Wolfgang Schramm (1946–2017), Germanist[26]
- Jens Scheithauer (* 1959), Badmintonspieler